# Stenospermation multiovulatum
Stenospermation multiovulatum är en kallaväxtart som först beskrevs av Adolf Engler, och fick sitt nu gällande namn av Nicholas Edward Brown. Stenospermation multiovulatum ingår i släktet Stenospermation och familjen kallaväxter. Inga underarter finns listade.